# The Triangle (film 1912 Edison)
The Triangle è un cortometraggio muto del 1912

## Produzione
Il film fu prodotto dalla Edison Company.

## Distribuzione
Distribuito dalla General Film Company, il film - un cortometraggio in una bobina - uscì nelle sale cinematografiche degli Stati Uniti il 3 settembre 1912.